# 伴天連追放令
伴天連追放令是日本安土桃山時代所發布關於限制基督教傳教與南蠻貿易的法令，由豐臣秀吉於1587年7月24日在筑前箱崎（今福岡市）下達。「伴天連」是葡萄牙語「Padre」的日語漢字翻譯，意為神父或傳教士，「追放」則是放逐的意思。由於當時傳入日本的基督教宗派只有天主教會，因此該法令實際上係針對來自西班牙、葡萄牙等天主教國家的商人及傳教士而來。

## 概要
豐臣秀吉發佈這個法令的原因是當時日本的基督教勢力正不斷擴大，他擔心吉利支丹（日本基督徒）發動類似於一向一揆性質的叛亂。此外基督教教義與原有的神道、佛教等宗教有所衝突，以及部分歐洲人拐賣日本人當奴隸，也促使了豐臣秀吉發佈這個法令。
這項法令禁止外國傳教士在日本活動、並且將傳教與南蠻貿易嚴厲區分開來，同時對吉利支丹大名（信仰基督教的大名）進行限制，希望他們放棄基督教信仰。但該法令沒有完全禁止基督教在日本的傳播，直到1614年德川家康對全國發布日本禁教令為止。
伴天連追放令的原本出自《松浦家文書》，現藏於長崎縣平戶市的松浦史料博物館。

### 同時代史料
- 『丰前觉书』
- 『高橋紹運記』
- ルイス・フロイス、『日本史』

### 研究文献
- 太田淑子編、『日本史小百科 キリシタン』、東京堂出版
- 安野眞幸、『バテレン追放令 16世紀の日欧対決』日本エディタースクール出版部、1989年
- 黒住真、「キリシタン禁制と近世日本 秀吉「天正十五年六月十八日付覚」をめぐって」『複数性の日本思想』ぺりかん社、2006年
- 高瀬弘一郎、『キリシタンの世紀 -ザビエル渡日から「鎖国」まで-』、岩波人文書セレクション、2013年、